# Смедеревска-Паланка
Смедеревска-Паланка (серб. Смедеревска Паланка) — город в Сербии в Подунайском округе. Город называют столицей Нижней Ясеницы. По мнению ряда лингвистов, название города восходит к слову «фаланга», в значении «боевой порядок».

## География и транспорт

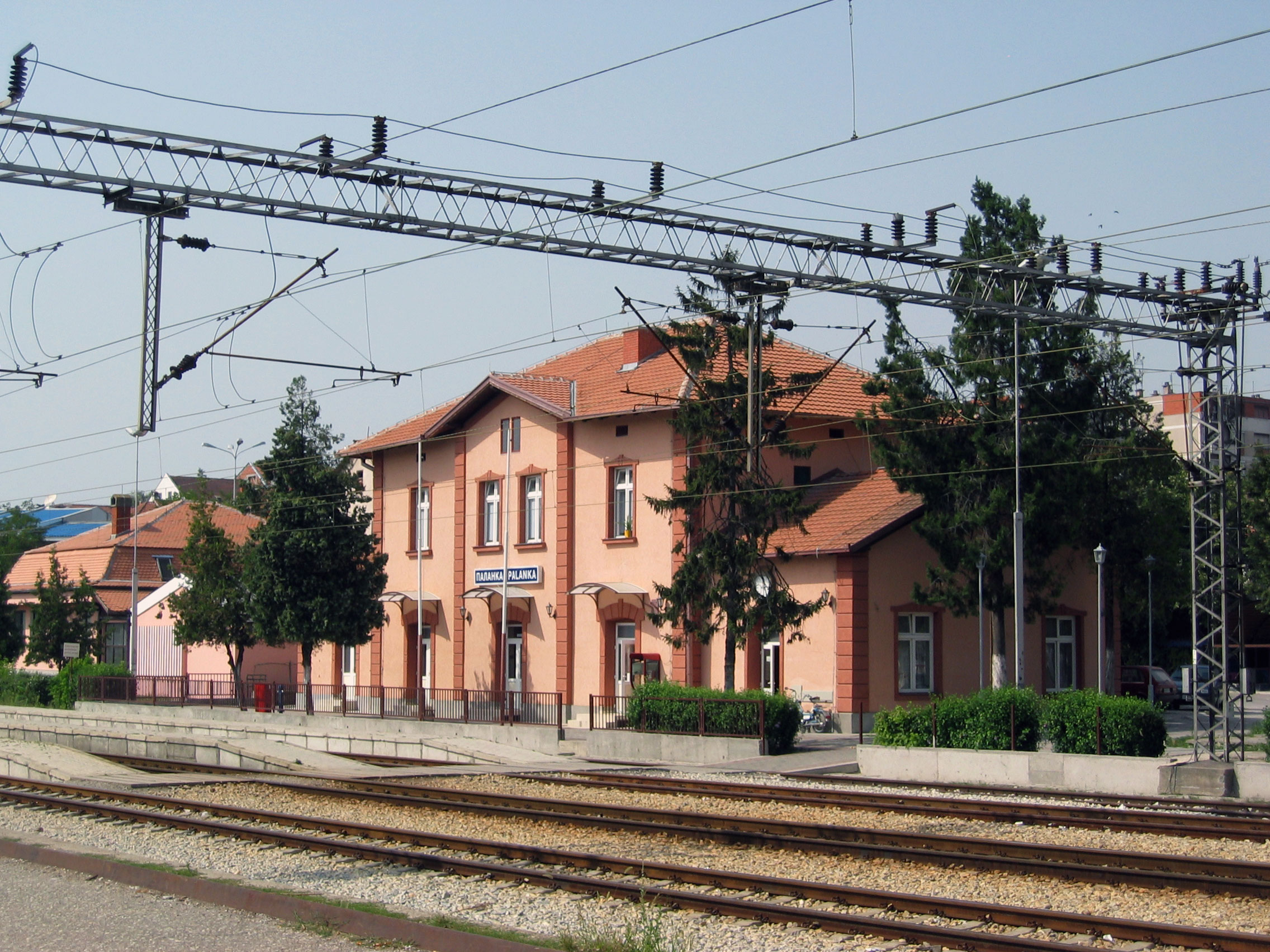
Железнодорожный вокзал

Смедеревска-Паланка находится в 80 км от столицы Сербии. В город можно попасть как на автобусе, так и на поезде. Железнодорожная станция называется «Паланка». Около двух часов займёт путешествие на поезде из Белграда. Первый паровоз прошёл через город 15-го сентября 1884 года. В несколько километрах от города проходит европейская трасса Е75. Рядом с городом находится спортивный аэродром «Рудине».

## Население
Средний возраст населения Смедеревской-Паланки составляет 39,3 лет (37,8 у мужчин и 40,7 у женщин). Больше 95 % населения — сербы, также в городе живут представители других национальностей, например: цыгане, македонцы, хорваты, черногорцы и албанцы.

## Образование
В городе работают начальные и средние школы.

## Города-побратимы
- Брчко, Босния и Герцеговина
- Шкофья-Лока, Словения
- Солнечногорск, Россия

## Галерея

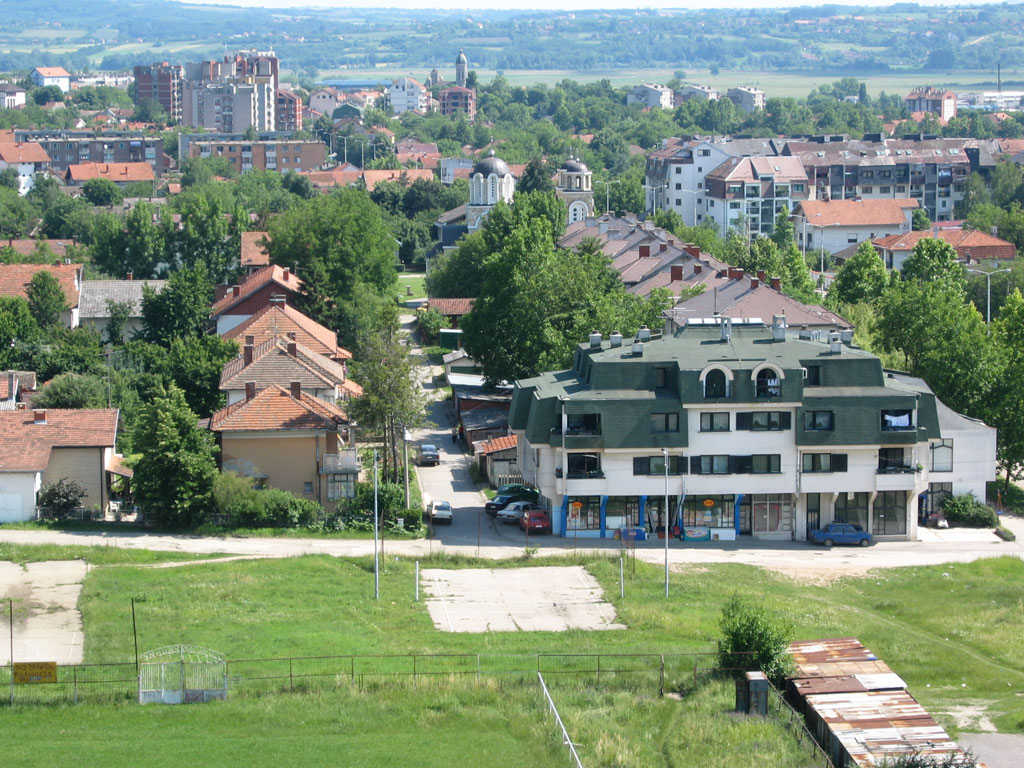
Вид на город
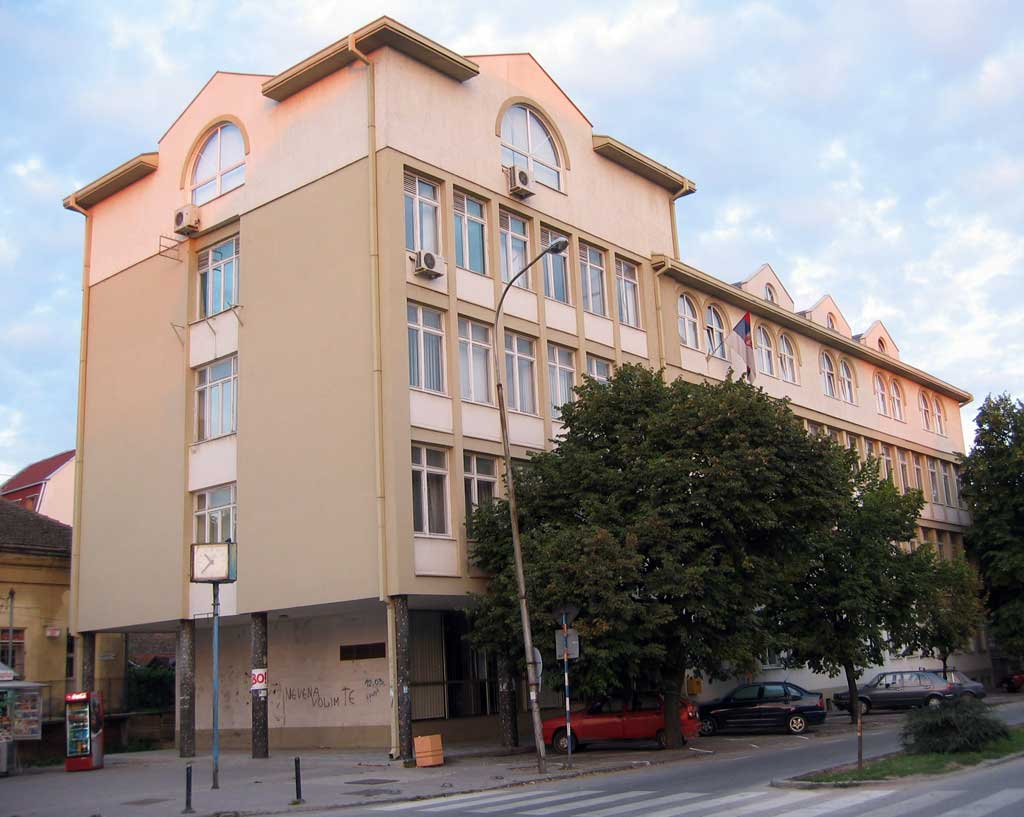
Суд общины
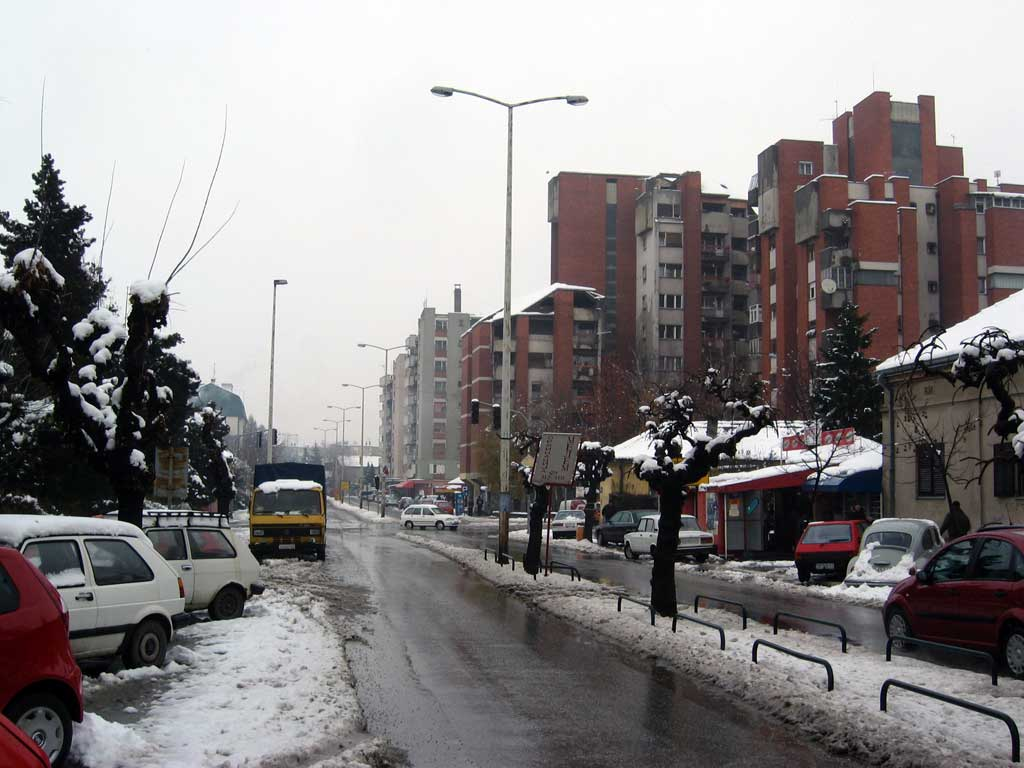
Смедеревска-Паланка зимой, улица короля Петра I
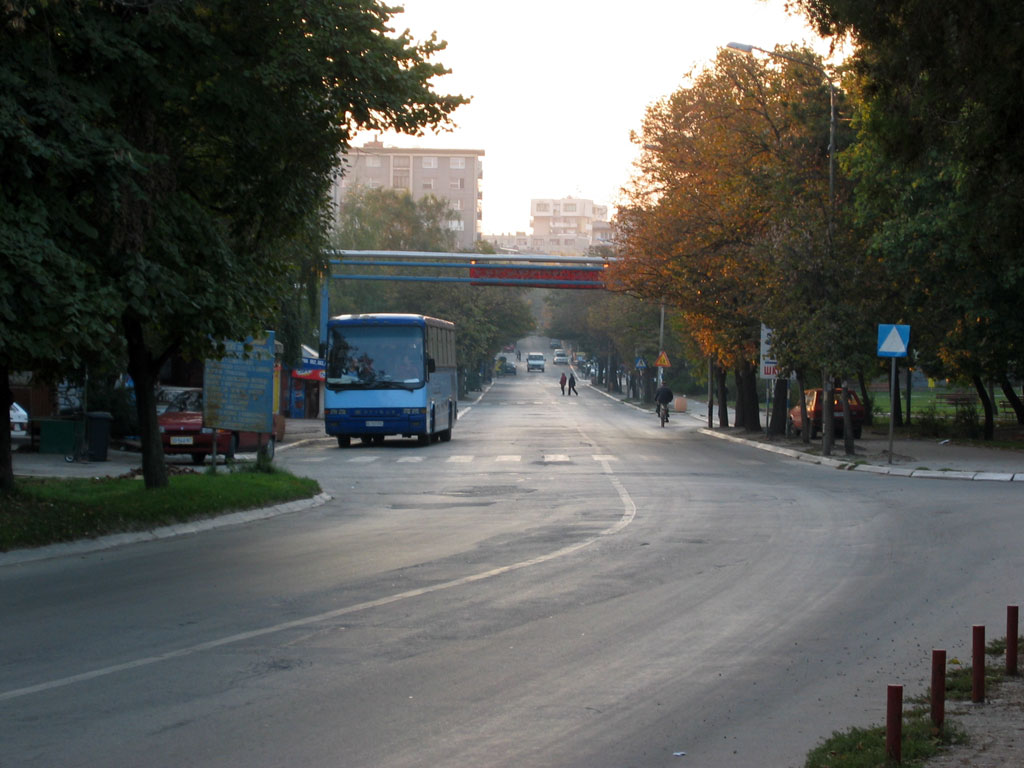
Улица Первого сербского восстания
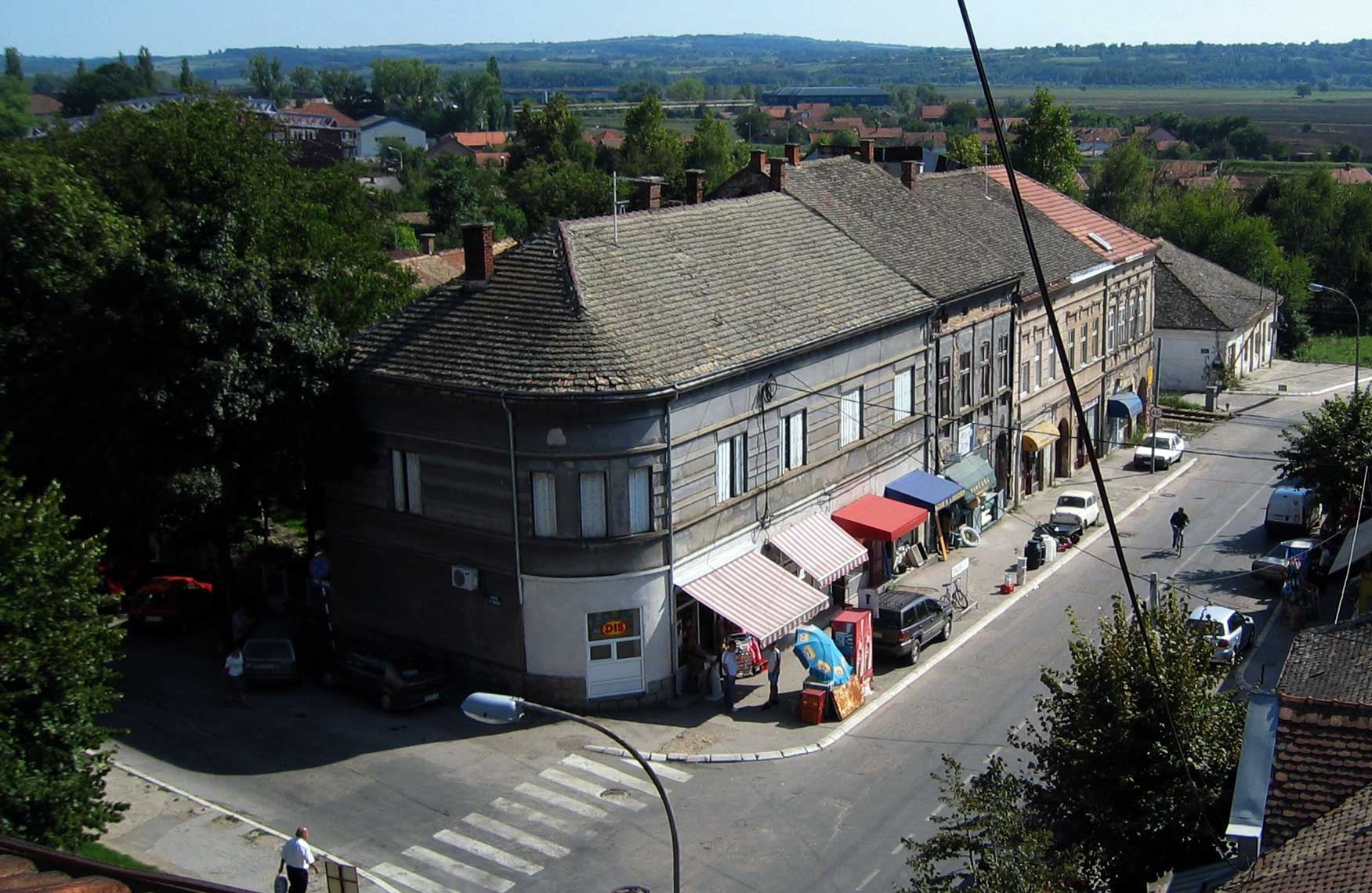
Самый старый квартал города
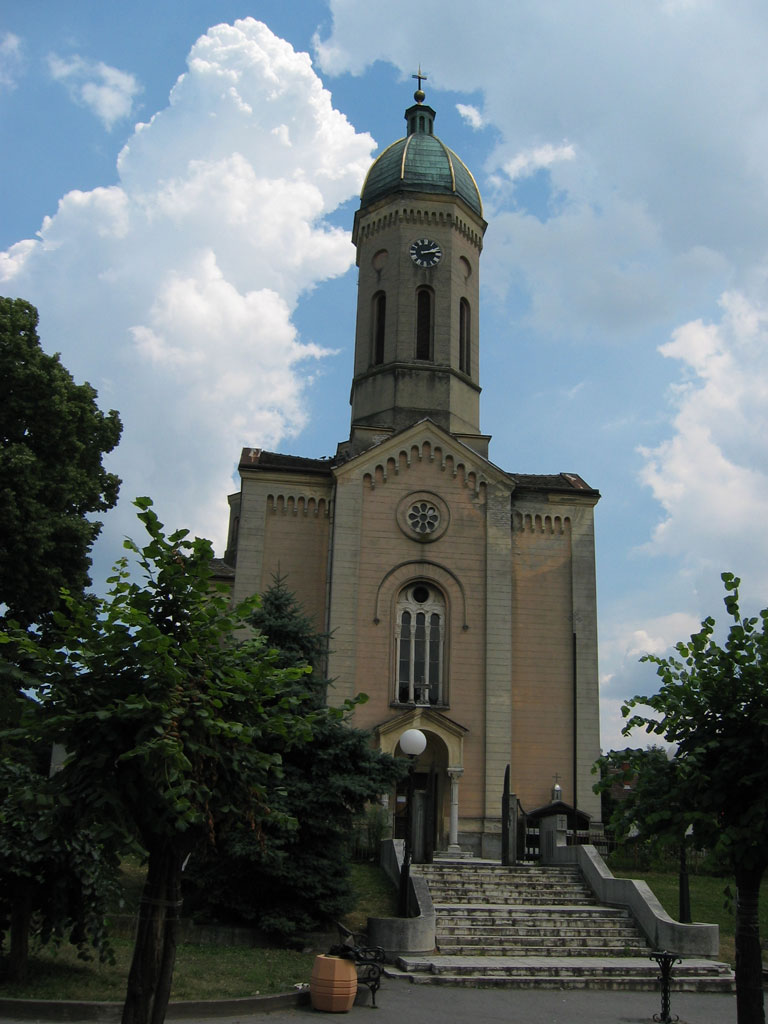
Церковь святого Преображения
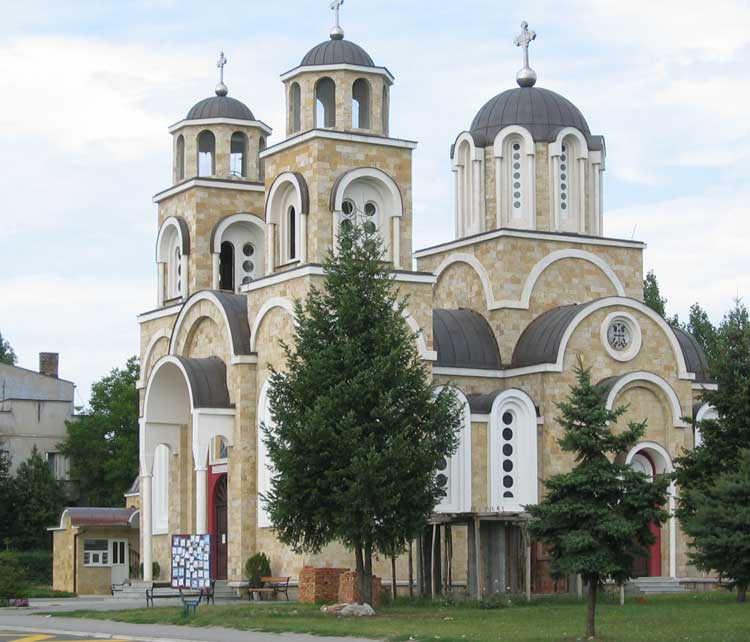
Церковь святой Петки
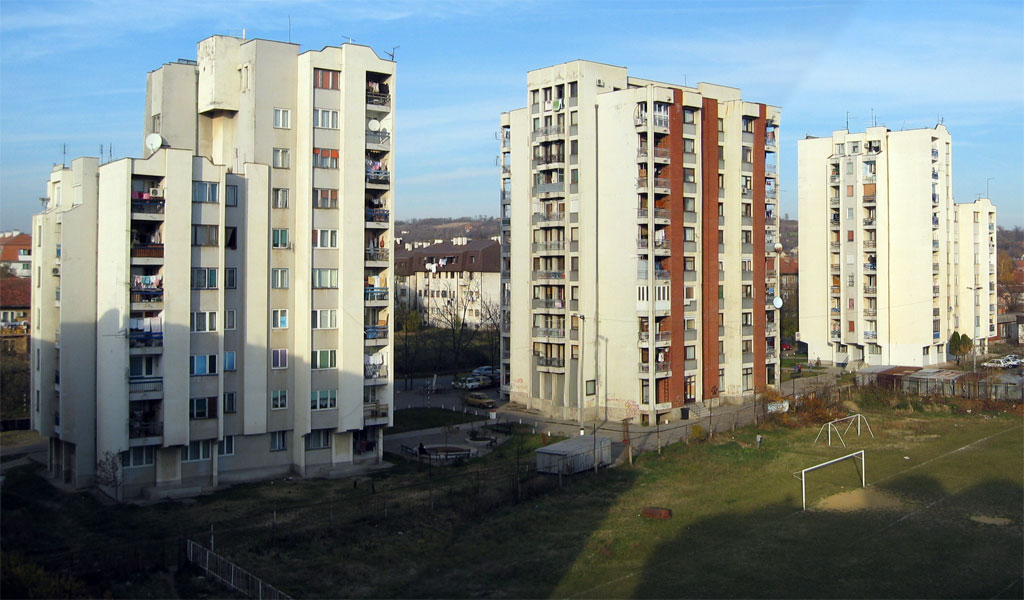
Здания в районе Колония
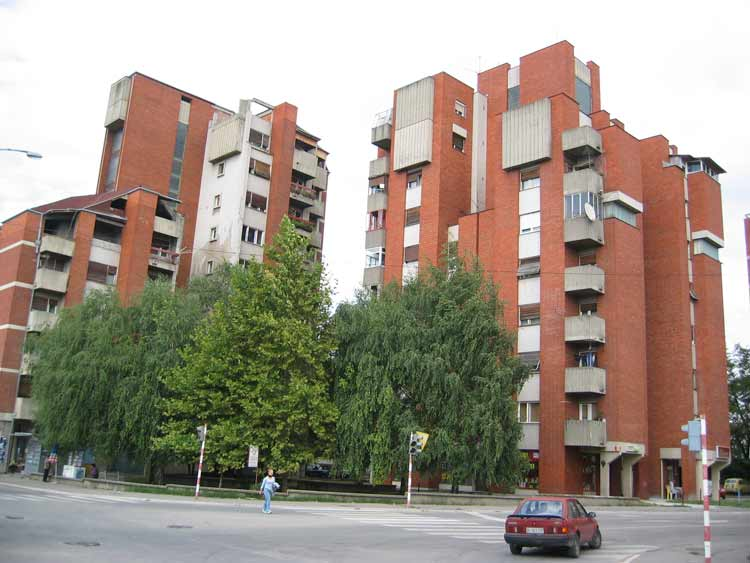
Здания на улице короля Петра Первого
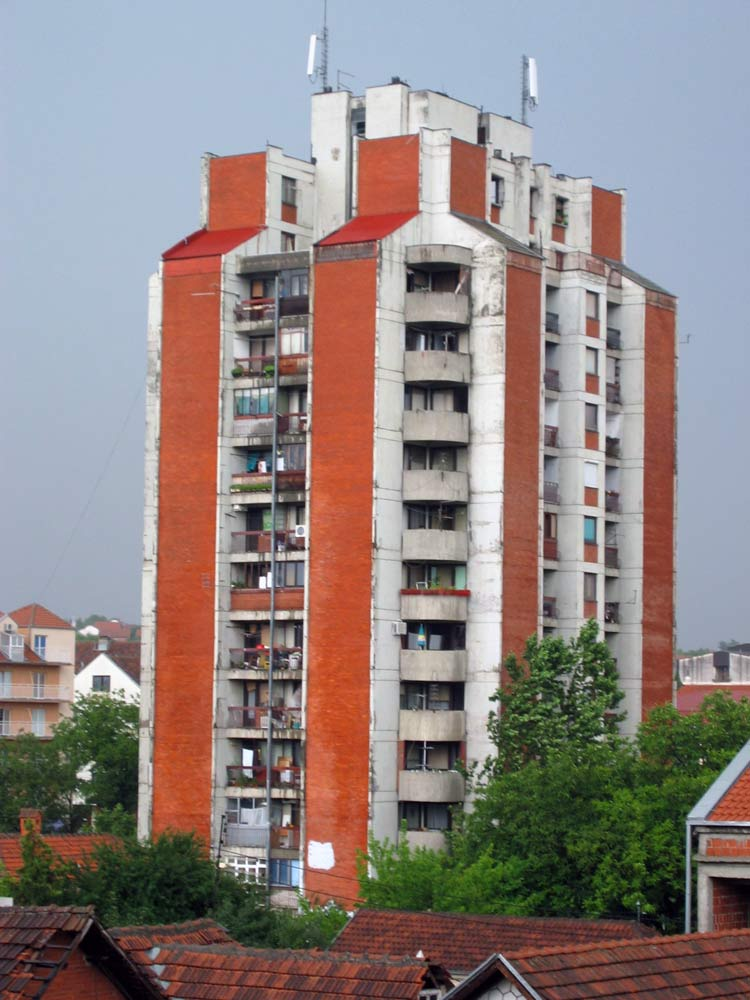
Солитер Рудник.
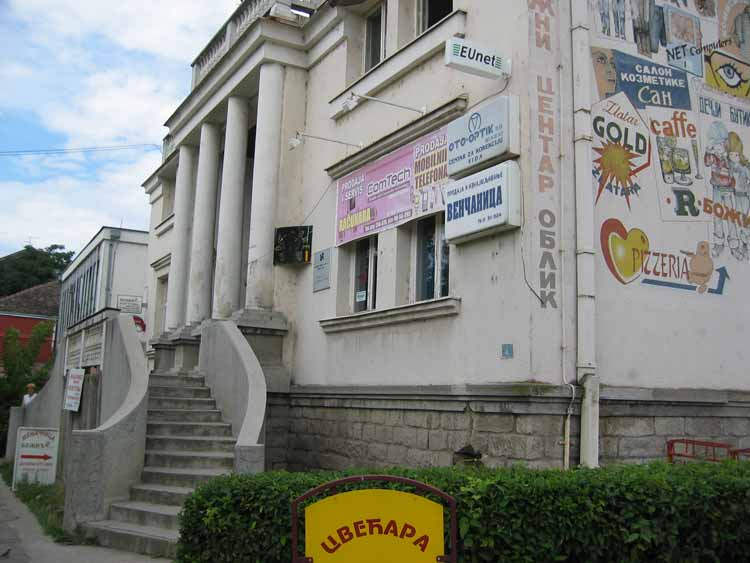
Торговый центр Облик
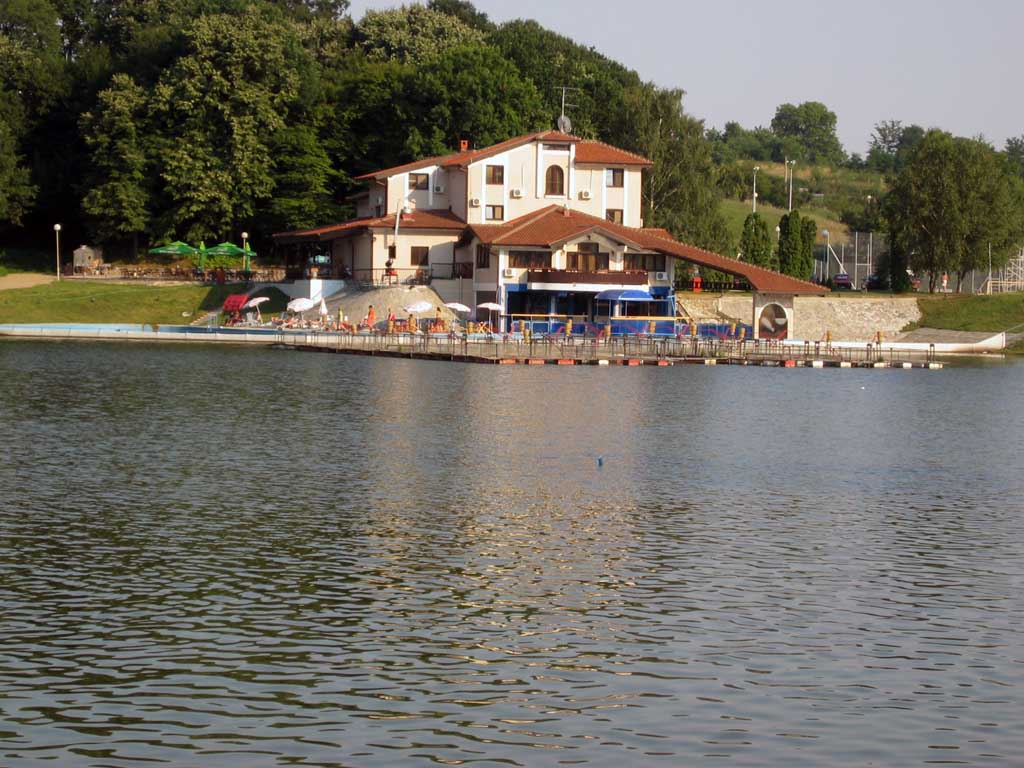
Отель на озере Кудреч
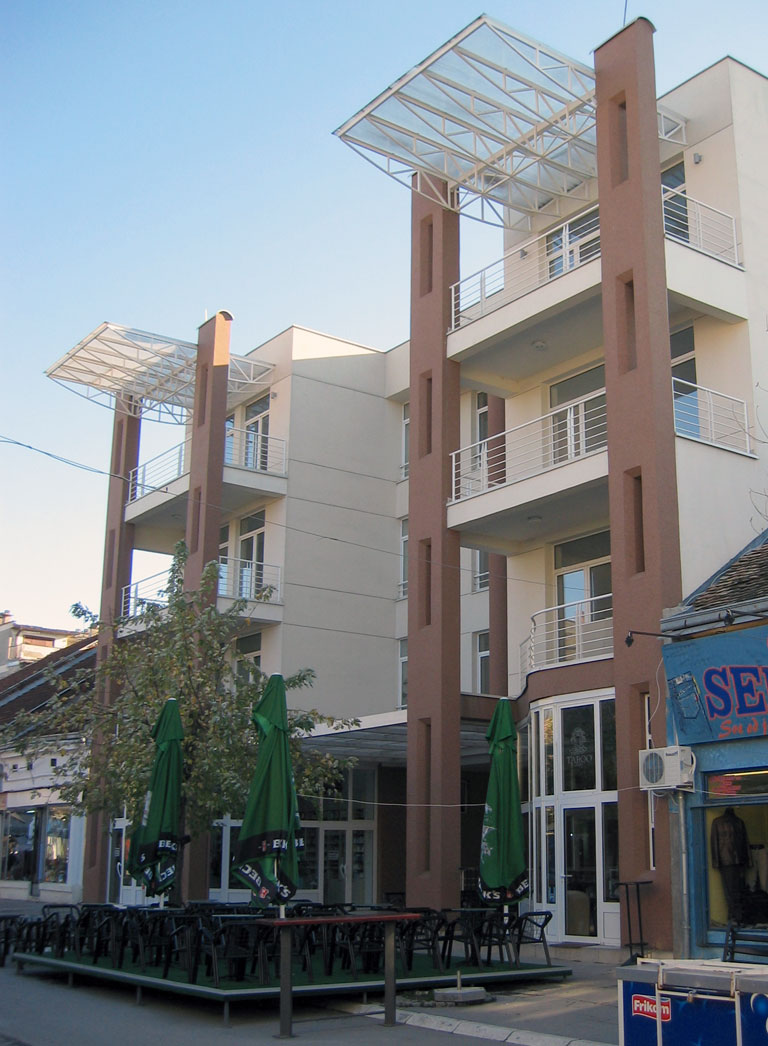
Торговый центр Нама

## Карты
- Карты, аэропорты и погода (-{Fallingrain}-)
- Спутниковая карта (-{Wikimapia}-)
- Карты гугл (-{Maplandia}-)
- План населения на карте (-{Mapquest}-)

## Образование, культура и спорт
- Городская гимназия. Архивировано из оригинала 4 января 2009 года.
- Начальная школа «Героиня Радмила Шишкович»
- Библиотека Смедеревской-Паланки. Архивировано из оригинала 11 февраля 2009 года.
- Церковь святого Преображения. Архивировано из оригинала 7 сентября 2008 года.
- Клуб молодёжи „Мост“ (недоступная ссылка — история).
- Спортивная организация „Ясеница“. Архивировано из оригинала 3 февраля 2016 года.